# Dantrolén
A dantrolén izomlazító gyógyszer. Az izomsejtek ingerlés–összehúzódás-kapcsolatának megszüntetésével hat, valószínűleg a rianodin-receptoron keresztül. Ez az egyetlen specifikus és hatékony szer malignus hyperthermia ellen. Használják még malignus neuroleptikus szindróma, különböző eredetű izomgörcsök (pl. stroke után vagy sclerosis multiplex esetén), Ecstasy-túladagolás, szerotonin-szindróma és 2,4-dinitrofenolos mérgezés ellen.

## Története
A tudományos irodalomban 1967-ben jelent meg a felvetés, hogy a dantrolén, mint az egyik hidantoin-származék az izomlazítók új osztálya lehet. További beható vizsgálatok után 1973-ban írták le részletesen a vázizomzatra gyakorolt hatását.
A dantrolént már széles körben használták izomlazítóként, amikor egy dél-afrikai aneszteziológus, Gaisford Harrison felfedezte a malignus hyperthermia elleni hatékonyságát. Harrison halotánnal végzett anasztéziával idézett elő malignus hyperthermiát genetikailag erre alkalmas sertésekben. 8 sertésből 7 túlélte az intravénásan adott dantrolént, és csak egy pusztult el. Harrison 1975-ben publikálta az eredményét a British Journal of Anaesthesia című szakmai lapban. Később embereken is igazolták a dantrolén hatékonyságát; 1982-ben jelent meg egy erről szóló összefoglaló tanulmány. A dantrolén előtt a prokain (novocain) volt az egyetlen szer malignus hyperthermia ellen, állatkísérletekben 60%-os halálozási aránnyal.

## Ellenjavallatok
A dantrolén nem használható
- fennálló májbetegség
- sérült tüdőműködés

Az azumolén szerkezeti képlete. A nitro-csoportot helyettesítő brómatom az ábra bal szélén látható.

- komoly szív- és érrendszeri károsodás
- ismert túlérzékenység
- 5 év alatti gyermek

esetén, és minden olyan esetben, amikor az izmok ereje és az egyensúly fontos az álló testhelyzet fenntartásához.
Sürgősségi helyzetben, pl. malignus hyperthermia esetén az egyetlen ellenjavallat az ismert túlérzékenység.
Terhesség esetére nincsenek megfelelő vizsgálatok, de azt lehet tudni, hogy közvetlenül szülés előtt adva a csecsemőnek hipotóniát (alacsony vérnyomást) okozhat, ezért csak komoly indikáció esetén adható. Ha szoptató kismamának kell kapnia, akkor a szoptatást abba kell hagyni.

## Hatásmód
A rianodin-receptorhoz kötődik, gátolja az izomsejtek ingerlés-összehúzódás-kapcsolatát. Csökkenti a sejtek közötti Ca-koncentrációt.
A legtöbb hidantoin-származékkal ellentétben nincs antiepileptikus hatása. Vízben rosszul oldódik, ez megnehezíti az alkalmazását. Kifejlesztés alatt áll vízoldható analógja, az azumolén, melyben a nitro-csoport helyén bróm van. Az azumolén 30-szor jobban oldódik vízben.

## Készítmények[7]
- Danlene
- Dantamacrin
- Dantralen
- Dantrium
- Dantrolen

## Fordítás
- Ez a szócikk részben vagy egészben  a   Dantrolene című angol Wikipédia-szócikk fordításán alapul.  Az eredeti cikk szerkesztőit annak laptörténete sorolja fel. Ez a jelzés csupán a megfogalmazás eredetét és a szerzői jogokat jelzi, nem szolgál a cikkben szereplő információk forrásmegjelöléseként.